# Cornelia Listerová
Cornelia Listerová (* 26. května 1994 Oslo) je švédská profesionální tenistka, deblová specialistka. Ve své dosavadní kariéře na okruhu WTA Tour vyhrála jeden deblový turnaj. V rámci okruhu ITF získala do listopadu 2020 jeden titul ve dvouhře a dvacet pět trofejí ve čtyřhře.
Na žebříčku WTA byla ve dvouhře nejvýše klasifikována v květnu 2018 na 383. místě a ve čtyřhře pak v únoru 2020 na 72. místě.
Ve švédském fedcupovém týmu debutovala v roce 2016 základním blokem 1. skupiny zóny Evropy a Afriky proti Portugalsku, v němž prohrála čtyřhru v páru s Rebeccou Petersonovou. Švédky skončily poraženy 1:2 na zápasy. Do roku 2021 v soutěži nastoupila k dvanácti mezistátním utkáním s bilancí 4–3 ve dvouhře a 4–5 ve čtyřhře.

## Tenisová kariéra
V rámci hlavních soutěží událostí okruhu ITF debutovala v listopadu 2010, když na turnaji ve Stockholmu s dotací 10 tisíc dolarů postoupila z kvalifikace. V prvním kole dvouhry podlehla krajance Anně Bertové ze sedmé světové stovky. Na okruhu WTA Tour debutovala červencovou čtyřhrou Collector Swedish Open 2013 v Båstadu, do níž obdržela s krajankou Jacqueline Cabajovou Awadovou divokou kartu. V prvním utkání však nestačily na rusko-kyrgyzskou dvojici Marina Melnikovová a Xenija Palkinová. Dvouhru si poprvé zahrála na båstadském Erricsson Open 2016, kam opět získala od pořadatelů divokou kartu. Na úvod však prohrála s nejvýše nasazenou světovou dvojkou Angelique Kerberovou, přestože si připsala první sadu. V téže fázi skončila i na travnatém Ricoh Open 2017 a Erricsson Open 2017.
Debut v nejvyšší grandslamové kategorii zaznamenala v ženském deblu Wimbledonu 2019, kde s Ruskou Natelou Dzalamidzeovou nezvládly vstup do turnaje proti šestému nasazenému páru Elise Mertensová a Aryna Sabalenková. Premiérové finále na okruhu WTA Tour pak odehrála o necelý měsíc později ve čtyřhře Palermo Ladies Open 2019 po boku Češky Renaty Voráčové. V roli turnajových jedniček ve finále zdolaly gruzínsko-nizozemskou dvojici Jekatěrine Gorgodzeová a Arantxa Rusová po dvousetovém průběhu. Vybojovala tak první titul na túře WTA. Po koronavirovém přerušení sezóny se v létě 2020 s Britkou Harriet Dartovou probojovala do semifinále čtyřhry TK Sparta Prague Open ze série WTA 125K.

## Finále na okruhu WTA Tour
| Legenda                           |
| --------------------------------- |
| D – dvouhra; Č – čtyřhra          |
| Grand Slam (0)                    |
| Turnaj mistryň (0)                |
| Premier Mandatory & Premier 5 (0) |
| Premier (0)                       |
| International (1–0 Č)             |

### Čtyřhra: 1 (1–0)
| Stav    | č. | datum             | turnaj          | povrch | spoluhráčka     | soupeřky ve finále                    | výsledek      |
| ------- | -- | ----------------- | --------------- | ------ | --------------- | ------------------------------------- | ------------- |
| Vítězka | 1. | 27. července 2019 | Palermo, Itálie | antuka | Renata Voráčová | Jekatěrine Gorgodzeová Arantxa Rusová | 7–6(7–2), 6–2 |

## Finále série WTA 125
| Legenda                  |
| ------------------------ |
| D – dvouhra; Č – čtyřhra |
| WTA 125 (0–2 Č)          |

### Čtyřhra: 2 (0–2)
| Stav       | č. | datum       | turnaj              | povrch | spoluhráčka     | soupeřky ve finále                | výsledek              |
| ---------- | -- | ----------- | ------------------- | ------ | --------------- | --------------------------------- | --------------------- |
| Finalistka | 1. | březen 2019 | Guadalajara, Mexiko | tvrdý  | Renata Voráčová | Maria Sanchezová Fanny Stollárová | 5–7, 1–6              |
| Finalistka | 2. | červen 2019 | Bol, Chorvatsko     | tvrdý  | Renata Voráčová | Timea Bacsinszká Mandy Minellaová | 6–0, 6–7(3–7), [4–10] |

## Finále na okruhu ITF
| Dotace turnajů okruhu ITF | Dotace turnajů okruhu ITF |
| ------------------------- | ------------------------- |
| 100 000 $ tournaments     | 80 000 $ tournaments      |
| 75 000 $ tournaments      | 60 000 $ tournaments      |
| 50 000 $ tournaments      | 25 000 $ tournaments      |
| 15 000 $ tournaments      | 10 000 $ tournaments      |

### Dvouhra: 4 (1–3)
| Stav       | č. | datum         | turnaj                | povrch    | soupeřka ve finále | výsledek |
| ---------- | -- | ------------- | --------------------- | --------- | ------------------ | -------- |
| Finalistka | 1. | listopad 2014 | Oslo, Norsko          | tvrdý (h) | Karen Barbatová    | 2–6, 2–6 |
| Finalistka | 2. | květen 2016   | Båstad, Švédsko       | antuka    | Karen Barritzová   | 4–6, 4–6 |
| Vítězka    | 1. | srpen 2017    | Las Palmas, Španělsko | antuka    | Gaia Sanesiová     | 6–4, 6–4 |
| Finalistka | 3. | březen 2018   | Antalya, Turecko      | antuka    | Rebecca Šramková   | 1–6, 5–7 |

### Čtyřhra (25 titulů)
| Č.  | datum         | turnaj                       | povrch      | spoluhráčka                | soupeřky ve finále                          | výsledek              |
| --- | ------------- | ---------------------------- | ----------- | -------------------------- | ------------------------------------------- | --------------------- |
| 1.  | červenec 2013 | Getxo, Španělsko             | antuka      | Jacqueline Cabaj Awadová   | Ashley Keirová Charlotte Römerová           | 6–2, 6–4              |
| 2.  | září 2013     | Berlín, Německo              | antuka      | Ysaline Bonaventureová     | Lenka Kunčíková Karolína Stuchlá            | 6–4, 3–6, [10–5]      |
| 3.  | únor 2014     | Helsingborg, Švédsko         | tvrdý (h)   | Lisanne van Rietová        | Olga Jančuková Jasmina Tinjićová            | 6–4, 6–3              |
| 4.  | červen 2014   | Kristinehamn, Švédsko        | antuka      | Kateryna Bondarenková      | Ysaline Bonaventureová Sandra Zaniewská     | bez boje              |
| 5.  | červenec 2014 | Tallinn, Estonsko            | antuka      | Alexandra Artamonovová     | Julia Skripniková Eva Paalmová              | 6–3, 6–2              |
| 6.  | srpen 2014    | Rotterdam, Nizozemsko        | antuka      | Alison Baiová              | Brandy Minová Jainy Scheepensová            | 7–5, 6–4              |
| 7.  | březen 2015   | Antalya, Turecko             | antuka      | Tara Mooreová              | Kim Grajdeková Alexandra Nancarrowová       | 7–6(7–0), 7–5         |
| 8.  | březen 2015   | Antalya, Turecko             | antuka      | Svjatlana Piraženková      | Kim Grajdeková Lenka Juríková               | 7–6(8–6), 6–4         |
| 9.  | květen 2015   | Båstad, Švédsko              | antuka      | Yuliana Lizarazová         | Carolin Danielsová Laura Schaederová        | 7–5, 5–7, [10–8]      |
| 10. | květen 2015   | Båstad, Švédsko              | antuka      | Melanie Stokkeová          | Veronica Corningová Maja Örnbergová         | 5–7, 6–3, [10–8]      |
| 11. | červen 2015   | Ystad, Švédsko               | antuka      | Xenia Knollová             | Conny Perrinová Chanel Simmondsová          | 7–5, 7–6(7–5)         |
| 12. | říjen 2015    | Stockholm, Švédsko           | tvrdý (h)   | Hilda Melanderová          | Xenija Gajdaržiová Anette Munozovová        | 6–4, 6–3              |
| 13. | květen 2016   | Båstad, Švédsko              | antuka      | Emilie Francatiová         | Astrid Brune Olsenová Malene Helgøová       | 6–2, 6–2              |
| 14. | květen 2016   | Båstad, Švédsko              | antuka      | Emilie Francatiová         | Irina Baraová Melanie Stokkeová             | 6–2, 6–4              |
| 15. | červen 2016   | Ystad, Švédsko               | antuka      | Nina Stojanovićová         | Dia Jevtimovová Pia Königová                | 6–4, 6–2              |
| 16. | srpen 2016    | Plzeň, Česko                 | antuka      | Katarzyna Kawaová          | Ema Burgić Bucková Georgina García Pérezová | 6–1, 7–6(8–6)         |
| 17. | říjen 2016    | Équeurdreville, Francie      | tvrdý (h)   | Polina Monovová            | Amandine Hesseová An-Sophie Mestachová      | 7–5, 4–6, [10–6]      |
| 18. | listopad 2016 | Stockholm, Švédsko           | tvrdý (h)   | Anastasija Šošynová        | Hilda Melanderová Paulina Milosavljevicová  | 7–6(7–3), 6–2         |
| 19. | únor 2017     | Altenkirchen, Německo        | koberec (h) | Alexandra Cadanțuová       | Tara Mooreová Conny Perrinová               | 6–2, 3–6, [11–9]      |
| 20. | srpen 2017    | Braunschweig, Německo        | antuka      | María Teresa Torró Florová | Anastasija Komardinová Diāna Marcinkēvičová | 3–6, 7–6(7–5), [11–9] |
| 21. | září 2017     | Clermont-Ferrand, Francie    | tvrdý (h)   | Věra Lapková               | Sarah Beth Greyová Olivia Nichollsová       | 6–4, 6–3              |
| 22. | březen 2018   | Antalya, Turecko             | antuka      | Xenia Knollová             | Amina Anšbová Xenija Palkinová              | 6–0, 5–7, [10–8]      |
| 23. | červenec 2018 | Praha, Česko                 | antuka      | Nina Stojanovićová         | Bibiane Schoofsová Kimberley Zimmermannová  | 6–2, 2–6, [10–8]      |
| 24. | říjen 2018    | Oslo, Norsko                 | tvrdý (h)   | Harriet Dartová            | Laura-Ioana Paarová Hélène Scholsenová      | 7–6(7–3), 7–5         |
| 25. | leden 2019    | Andrézieux-Bouthéon, Francie | tvrdý (h)   | Renata Voráčová            | Andreea Mituová Elena-Gabriela Ruseová      | 6–1, 6–2              |